# 拉克尔
拉克尔（法語：Lacres，法語發音：[lakʁ]）是法国上法蘭西大區加来海峡省的一个市镇，属于滨海布洛涅区。

## 地理
拉克尔（50°36'2"N, 1°45'31"E）面积8.23 平方千米，位于法国上法蘭西大區加来海峡省，该省份为法国北部沿海省份，西北濒北海，南至索姆省，东临北部省。
与拉克尔接壤的市镇（或旧市镇、城区）包括：萨梅、杜多维尔、于贝尔桑、帕朗蒂、丹格里。

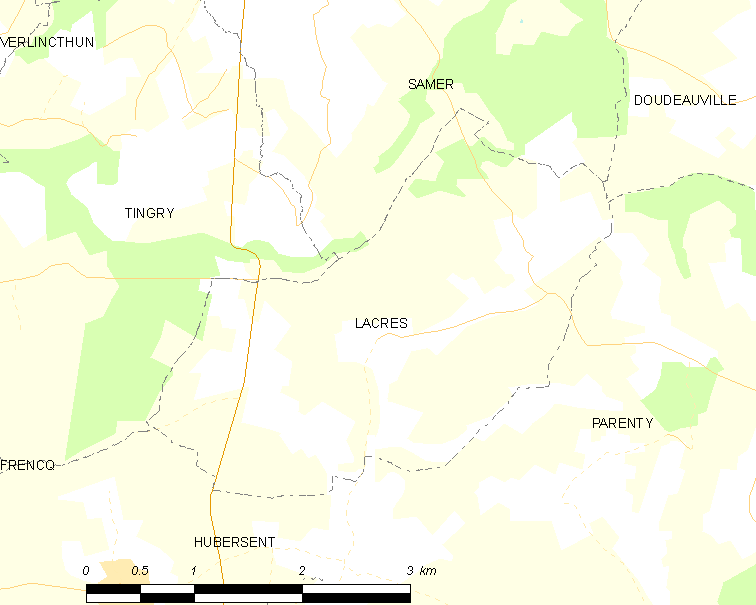
拉克尔的OSM定位图

拉克尔的时区为UTC+01:00、UTC+02:00（夏令时）。

## 行政
拉克尔的邮政编码为62830，INSEE市镇编码为62483。

## 政治
拉克尔所属的省级选区为代夫勒县。

## 人口

1962-2008年间拉克尔人口变化图示

拉克尔于2022年1月1日时的人口数量为249人。